# Worden (Illinois)
Worden és una població dels Estats Units a l'estat d'Illinois. Segons el cens del 2000 tenia 905 habitants.

## Demografia
Segons el cens del 2000, Worden tenia 905 habitants, 378 habitatges, i 261 famílies. La densitat de població era de 529,4 habitants/km².
Dels 378 habitatges en un 32,5% hi vivien nens de menys de 18 anys, en un 55,6% hi vivien parelles casades, en un 11,6% dones solteres, i en un 30,7% no eren unitats familiars. En el 27% dels habitatges hi vivien persones soles el 13,5% de les quals corresponia a persones de 65 anys o més que vivien soles. El nombre mitjà de persones vivint en cada habitatge era de 2,39 i el nombre mitjà de persones que vivien en cada família era de 2,9.
Per edats la població es repartia de la següent manera: un 24,3% tenia menys de 18 anys, un 7,7% entre 18 i 24, un 30,6% entre 25 i 44, un 23,4% de 45 a 60 i un 13,9% 65 anys o més.
L'edat mediana era de 36 anys. Per cada 100 dones de 18 o més anys hi havia 88,2 homes.
La renda mediana per habitatge era de 36.100 $ i la renda mediana per família de 40.909 $. Els homes tenien una renda mediana de 35.294 $ mentre que les dones 20.156 $. La renda per capita de la població era de 18.485 $. Aproximadament el 13,1% de les famílies i el 12% de la població estaven per davall del llindar de pobresa.

## Poblacions més properes
El següent diagrama mostra les poblacions més properes.